# Corentins phantastische Abenteuer
Corentins phantastische Abenteuer (Originaltitel: Corentin) ist eine französische Zeichentrickserie, die zwischen 1993 und 1994 produziert wurde. Sie basiert auf dem Comic Corentin des Zeichners Paul Cuvelier.

## Handlung
Der mutige Abenteurer-Junge Corentin ist der Erbe eines großen Unternehmens seines Vaters und auf der Flucht vor Corys Tante und seinem Cousin Louis, die ihn versuchen aus dem Weg zu räumen, um keinen Konkurrenten mehr zu haben. Sein Vater gilt bereits seit langer Zeit als verschollen und wird von vielen für tot gehalten. Corentin glaubt allerdings, dass er noch lebt und macht sich mit einem Schiff auf die Suche nach ihm. Dabei wird sein Schiff angegriffen, doch er kann unbeschadet davonkommen und sieht seinen Vater das erste Mal wieder.

## Produktion und Veröffentlichung
Die Serie wurde zwischen 1993 und 1994 von Belvision, Dargaud Films, France 3, der Sei Young Animation Company und Saban International in Frankreich produziert. Erstmals wurde die Serie in Deutschland am 19. Januar 1995 auf Premiere ausgestrahlt und im Free-TV am 1. Juli 1996 auf Das Erste und später auch im KiKA.